# Giải bóng đá vô địch quốc gia Quần đảo Cook 1979
Giải bóng đá vô địch quốc gia Quần đảo Cook 1979 là mùa giải thứ 10 được ghi nhận của giải đấu bóng đá cao nhất ở Quần đảo Cook, với việc không rõ kết quả ở các mùa giải từ 1951 đến 1969. Titikaveka giành chức vô địch thứ 10 liên tiếp.